# Sztuka Ife

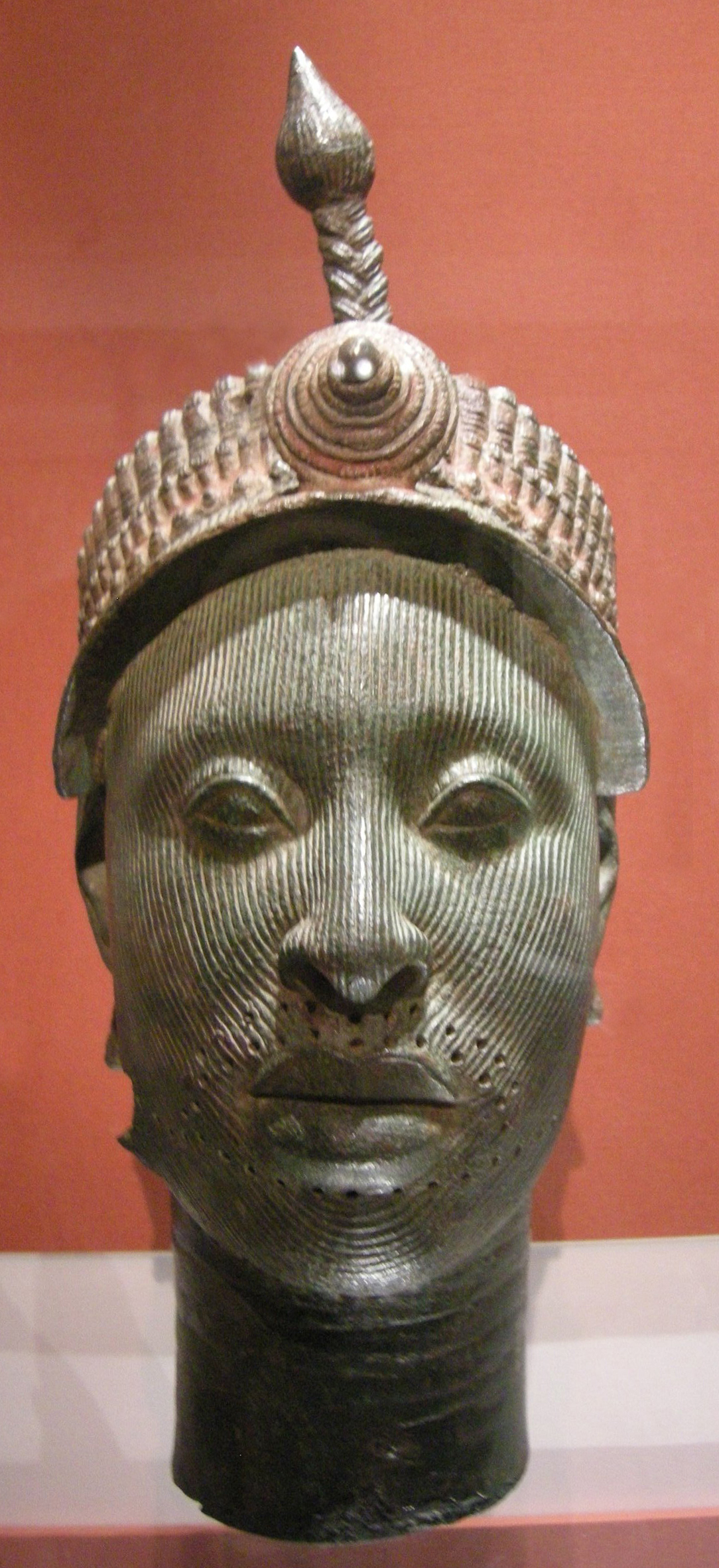
Pochodząca z ok. 1300 roku głowa z brązu (ze zbiorów British Museum)

Twórczość Ife – klasyczny okres sztuki Nigerii, datowany szacunkowo na XIII – XV w. 
Miejscowość Ife zwana niegdyś była „Czarnymi Atenami”. Skarby z tego okresu znajdywano zarówno w mieście Ife, jak i w sąsiadujących miejscowościach Tada, Ese, Olokun-Walode, Ita-Yemoo czy Igbo-Ukwi. 
Brakuje punktu oparcia dla ustalenia szczegółowej chronologii zabytków sztuki Ife. W Nigerii nie ma również klasycznej stratygrafii, z powodu gwałtownych opadów deszczu, które mieszają warstwy kulturowe i wypłukują z nich szczątki organiczne. Uniemożliwia to pomiar metodą C14. Ponadto wielu przedmiotów, służących nadal kultowi, nie można zarejestrować. Ulegają one niszczeniu przez intensywne zużycie lub przy odkopywaniu. Obiekty kultowe, na okres gdy nie były użytkowane, zakopywano w ziemi. W 1938 r. przy okazji prac ziemnych, na miejscu zburzonego w poł. XIX w. Pałacu królewskiego, wykopano 17 głów metalowych, jeden biust oraz wiele przedmiotów z terakoty i kamienia. Przypuszczalnie są to przedmioty z dawnych zbiorów pałacowych. Do najpiękniejszych obiektów sztuki Ife należą portrety królewskie; poza miedzianą głową, do której pasuje maska Obalufona II, np. 2 głowy – męska i kobieca – ukoronowane diademami z pereł, wykopana w pałacu Oni Wunmonije. Obie o klasycznych regularnych rysach prążkowanych twarzy. Najciekawsza jest chyba jednak ok. półmetrowej wysokości figura władcy w stroju koronacyjnym, wykopana w 1957 r. E Ita-Yemoo; zarówno strój, jak i symbole władzy, do dziś nie uległy zmianie. Znamienne są jej proporcje, charakterystyczne dla rzeźby afrykańskiej całego kontynentu. Głowa zamiast prawidłowej 1/7 części ogólnej wysokości sylwetki, stanowi ¼. Tors i ręce są stosunkowo drobne, a nogi krótkie i masywne.

## Plastyka Ife
Plastyka Ife przejęła tendencje realistyczne kultury Nok, lecz bez dynamiki. Podobnie do greckiej rzeźby okresu hellenistycznego Ife poszła w kierunku idealizacji. Zagadkowa metaloplastyka Ife jawi się już w gotowej, rozwiniętej formie i nieznane są etapy poprzedzające jej rozkwit. Metalowe przedmioty i rzeźby portretowe wykonane metodą „traconego wosku” nazywane są niesłusznie brązami, gdyż stop jest mosiądzem, z domieszkami naturalnych zanieczyszczeń. Tylko dwa portrety, władcy zwanego Obalufon II, wykonane są z miedzi. Jest nim maska ze zbiorów królewskich w Ife oraz głowa w tonacji zielonkawego indyga, prawdopodobnie z domieszką złota.

## Architektura
Na terenie rezydencji władcy Ife mieściły się apartamenty królewskie, sale audiencjonalne, mieszkania żon straży przybocznej oraz kuchnie i zabudowania gospodarcze. Do apartamentów władcy przylegały pomieszczenia reprezentacyjne. Główna sala audiencjonalna miała okazałe wejście przez galerię i półkryte dziedzińce – tzw. impluwia. W pałacu mieściły się też zbiory portretów z terakoty i brązu. Po roku 1948 powstał na nie specjalny osobny budynek.
W Ife, oprócz pałacu władcy, było wiele świątyń i świętych gajów. Skarby wielkich świątyń są do dziś niedostępne, gdyż nadal służą kultowi. Wolno jedynie zwiedzać święte gaje, których ślady – w postaci pasów buszu lub polan otoczonych troskliwie pielęgnowanymi drzewami – ciągną się między zabudowaniami. Z badań wynika, że miasto Ife miało bruki. Legenda przypisuje ich stworzenie królowej imieniem Oluwa. Kazała ona ponoć przeprowadzić te roboty, aby na zakurzonych ulicach „nie niszczyć sobie strojów”. Wzburzony ciężką pracą lud po śmierci Oluwy postanowił nie sadzać nigdy kobiety na boski tron Oni. Bruki istnieją i leżą na grubej warstwie ceramicznej tłuczki do dziś.

## Dzieła z metalu i kamieni
Metalowe głowy Ife nie miały ukształtowanego zarostu ani włosów. W odlewach pozostawiono rzędy drobnych otworków do mocowania peruk i zarostów z włosów, włókna lub małych perełek, które przy wielu z nich znaleziono. Twarze często zdobią wąskie prążki, występujące również w rzeźbach terakotowych. Rzeźby z kwarcu lub granitu zdobiono metalowymi ćwieczkami w miejscu włosów, zarostu czy też w innych punktach, które powinny się różnić od reszty powierzchni, jak np. deseń na skórze. Rzeźby portretowe Ife służyły przede wszystkim obrządkom ku czci zmarłych. Były one portretami indywidualnymi, a dla niektórych tradycja przekazała nawet imiona modeli. Rzeźby Ife nie wykazują jednolitości tendencji artystycznych. Spotyka się wizerunki ludzkie czy zwierzęce stylizowane lub ujęte realistycznie. W metalu odlewano także rozmaite sprzęty. Przedziwne naczyńko, wykopane w Ita-Yemoo, kształtem przypomina kielich z uszkiem wspartym na stołeczku. Brzusiec, spoczywający na jednej krótkiej kolumience z bazą w formie okrągłej płytki, zdobi ornament figuralny. Jest to wystylizowana postać ludzka, której tułów stanowi czaszę naczyńka. Uznano je za naczynie rytualne, używane przy składaniu krwawych ofiar, których w Ife istotnie dokonywano aż do 1886 r.

## Portrety terakotowe
Portrety terakotowe zasługują na specjalną uwagę ze względu na dużą różnorodność tendencji artystycznych. Tak jak odlewy nie mają one również ukształtowanych włosów i zarostu, a twarze ich zdobią prążki podobne do efektów cykatryzacji lub skromne kreski w kącikach ust bądź na policzkach, jak we współczesnej rzeźbie plemion Senufo czy Joruba. Dla przykładu, terakotowa głowa kobieca, uważana za wizerunek bogini pomyślności, wykopana pod rodowym sanktuarium rodziny Walode, reprezentuje tendencje idealizujące, przypominające rzeźbę grecką. Twarz o owalu klasycznych, niewątpliwie negroidalnych rysach, ma ten osobliwy wyraz jakby przyczajonego uśmiechu. Kąciki ust zdobią nacięcia w formie płatków czy listków. Podobne znamiona noszą dziś rzeźby przodków plemienia Senufo. Z Ife pochodzi też terakotowa głowa, której twarz znaczą grube, wypukłe prążki, co przejmie później sztuka Beninu. Tendencję bardziej realistyczną, ze skłonnością do groteski, reprezentuje głowa trędowatego z Ife.